# FOUC

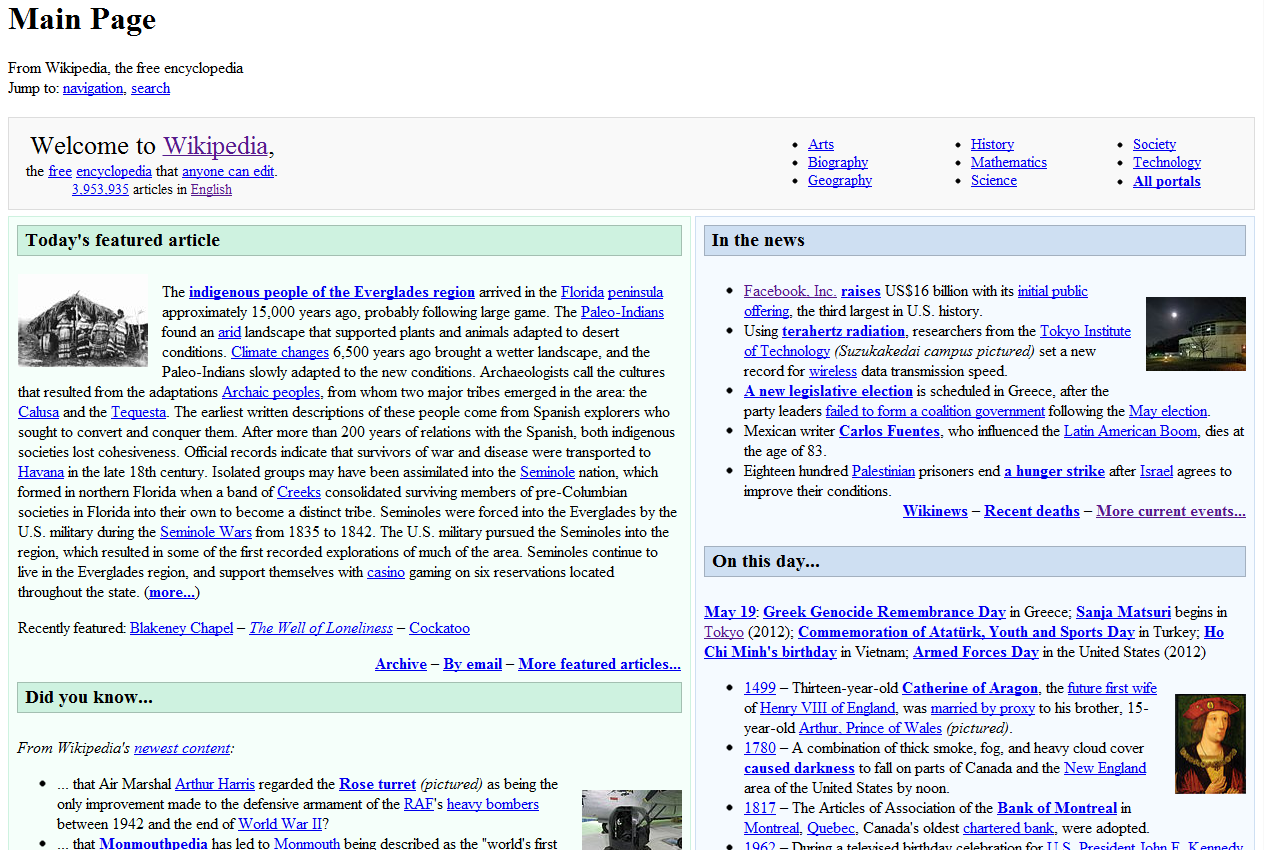
Exemple de FOUC lors du chargement de en.wikipedia.org.

FOUC est l'acronyme en anglais de flash of unstyled content (flash de contenu sans style) et désigne le phénomène qui se produit lorsqu'une page web apparaît brièvement dans le navigateur avant qu'il ait fini de charger une feuille de style externe. Le rendu visuel de la page peut, pendant ce court laps de temps, être totalement différent du rendu final. Le passage de l'un à l'autre, par exemple du texte pur à une version travaillée graphiquement, peut par conséquent gêner la lecture de la page.
Ce phénomène a été décrit dès 2001 dans un article intitulé Flash of Unstyled Content.
Il peut se produire également lorsque la page web utilise JavaScript pour modifier l'apparence de son contenu.